# Live at the Winter Garden
Live at the Winter Garden é o segundo álbum ao vivo da cantora e atriz estadunidense Liza Minnelli. Lançado em abril de 1974, é o seu segundo trabalho na gravadora Columbia Records após The Singer, de 1973. As gravações ocorreram em apresentações da turnê intitulada Liza, que consistiu em 24 shows realizados no teatro Winter Garden, localizado no número 1634, no centro de Manhattan, em Nova Iorque. O álbum não incluiu todas as canções que faziam parte da set list original, ao todo, nove faixas foram excluídas. A promoção e divulgação contou com propagandas de página inteira em revistas americanas, como as da revista Billboard.
As resenhas da crítica especializada em música foram em maioria favoráveis. Comercialmente, tornou-se um dos melhores desempenhos de Minnelli na parada musical de álbuns mais vendidos dos Estados Unidos, a Billboard 200. Por conflitos contratuais, visto que foi lançado na mesma época da trilha sonora do filme Cabaret, o álbum foi retirado de circulação pouco depois de seu lançamento. Tornou-se um disco raro até 2012, quando foi relançado pela Masterworks Broadway, com faixas bônus. Com o relançamento o álbum voltou a aparecer em paradas de sucesso da revista Billboard.

## Histórico do show

### Turnê do showLiza
Bob Fosse é creditado como o diretor. Ele já havia dirigido Minnelli anteriormente, no filme Cabaret, de 1972, pelo qual ela foi reconhecida com o prêmio Óscar, na categoria de melhor atriz. Colaborando com Fosse, Ron Lewis foi o coreógrafo. Marvin Hamlisch foi o diretor musical e a dupla de compositores John Kander e Fred Ebb contribuiu com canções inéditas.
Sobre o show a cantora disse: "A coisa sobre fazer um show como Liza é que cada música significa algo (...) Fred e John foram tão brilhantes na construção do show, além disso, eu tinha Marvin, então tentamos tipos variados de vocais e finalmente chegamos ao que você ouve no álbum, e graças a Deus funcionou! Você fica tentando e não fica satisfeito com nada além do melhor".
Na seleção de faixas que foram incluídas na set list, Minnelli canta recriações de seus já clássicos - como o pot-poutti de Cabaret, bem como canções do Great American Songbook, como "Shine On Harvest Moon". Sobre a inclusão de músicas mais antigas, como algumas que eram cantadas por sua mãe, ela revelou: "Para mim não há canções novas ou antigas. Há simplesmente boa música e boa letra. De um modo geral, eu escolho as músicas do meu repertório, mais pelas palavras do que pela melodia. E não procuro palavras apenas belas. Gosto das letras que contam uma história, se possível com princípio, meio e fim. São essas as canções que melhor refletem os anseios e o sentimento do público, que mais captam sua atenção porque fazem parte da vida de todos".

#### Set list
Fonte:
1. Overture (Instrumental)
2. "Yes"
3. "You and I"
4. "Meantime"
5. "Shine On Harvest Moon"
6. "Liza with a 'Z'"
7. "Exactly Like Me"
8. "If You Could Read My Mind/Come Back To Me"
9. "It Was A Good Time"
10. "I'm One Of The Smart Ones"
11. "Natural Man"
12. "I Gotcha"
13. "Ring Them Bells (followed by intermission)"
14. "Bye Bye Blackbird"
15. "A Quiet Thing"
16. "Anywhere You Are/I Believe You"
17. "There Is A Time"
18. "The Circle"
19. "And I In My Chair"
20. "My Mammy"
21. "I Can See Clearly Now"
22. "Maybe This Time"
23. "Cabaret"
24. Curtain Bows (Instrumental)
25. "It Had To Be You"
26. "My Shining Hour"/"Yes"

#### Bilheteria
Em trinta e seis horas após a abertura das bilheterias no Winter Garden Theatre, todos os lugares para a temporada de três semanas haviam sido vendidos. Como forma de comemorar o êxito, o pai da cantora, o diretor Vincent Minnelli, reuniu no Rainbow Room Center (localizado no 65º andar do 30 Rockefeller Plaza no Rockefeller Center em Midtown Manhattan, Nova York) mais de 350 pessoas em uma festa (apesar de inicialmente a ocasião reuniria apenas umas poucas).
O show também foi apresentado no Hotel Nacional, no Rio de Janeiro e exibido em tape pela TV brasileira. Mais de 1.800 pessoas compraram os ingressos que, segundo Zevi Ghivelder da revista Manchete, foram "os ingressos mais caros até hoje cobrados para qualquer artista, em todos os tempos, no Brasil".

## O álbum
O álbum não incluiu todas as canções que faziam parte da set list original. As faixas que foram excluídas são: "Yes", "You and I", "Meantime", "It Was A Good Time", "I Gotcha", "Ring Them Bells", "Bye Bye Blackbird", "My Mammy" e "Maybe This Time".

### Retirada de circulação
Por conflitos contratuais, o álbum foi retirado de circulação pouco tempo depois de lançado. O motivo alegado era de que o mesmo continha músicas incluídas no filme Cabaret, cuja trilha sonora ainda estava a venda no mercado. Dessa forma, acabou se tornado um título raro - e até dado como perdido - na discografia de Minnelli.
Em 2010, a gravadora Salvo lançou uma compilação intitulada Cabaret... And All That Jazz: The Liza Minnelli Anthology, na qual foram incluídas canções que Minnelli gravou enquanto contratada pela Columbia Records, incluindo onze das catorze faixas da lista de faixas de Live at the Winter Garden. Até essa época, era a melhor maneira de conseguir ouvir o álbum legalmente.
Em 2012, a gravadora Masterworks Broadway lançou o álbum na íntegra em CD e download digital, marcando a primeira vez que o espetáculo foi oficialmente comercializado nesses formatos. Três faixas bônus ao vivo fizeram parte desse relançamento, incluindo "You and I" de Stevie Wonder e os clássicos "It Had to Be You" e "My Shining Hour".

## Recepção crítica
| Críticas profissionais | Críticas profissionais |
| Avaliações da crítica  | Avaliações da crítica  |
| Fonte                  | Avaliação              |
| ---------------------- | ---------------------- |
| AllMusic               | [ 17 ]                 |
| Tribuna da Imprensa    | Favorável              |
| Jornal do Brasil       | Desfavorável           |
| Manchete               | Favorável              |
| Billboard              | Favorável              |

William Ruhlmann, do site AllMusic, avaliou com três estrelas e meia de cinco, e escreveu que o álbum traz "um espetáculo ao vivo tipicamente eficaz de Minnelli e, claramente, apenas uma lembrança do próprio espetáculo que só poderia ser completada vendo e ouvindo-a".
Fani Lowerkron, do jornal Tribuna da Imprensa, considerou o trabalho indispensável para quem assistiu ou perdeu a temporada de shows da cantora. Ela pontuou que embora falte técnica vocal em alguns momentos, a cantora a substitui com doses de interpretação, como evidenciado em "The Circle" e "And I In My Chair".
Tárik de Souza, do Jornal do Brasil, criticou o lançamento. Afirmou que Minnelli é mais uma artista para ser vista do que ouvida e que a inclusão de "Cabaret", novamente em um de seus álbuns, é "intolerável".
Flávio Marinho, da revista Manchete, chamou as performances de "Natural Man" e "I Can See Clearly Now" de "vibrantes" e pontuou que o álbum é "indispensável para quem assistiu (e assim revê) - ou quem perdeu (e desta forma vê) - o extraordinário show de Miss Liza Minnelli ".
O crítico da revista Billboard elogiou o repertório e as interpretações de Minnelli e elegeu como os melhores momentos as faixas: "Exactly Like Me", "Natural Man", "I Can See Clearly Now" e "Cabaret".

## Desempenho comercial
Comercialmente, passou quatro semanas na tabela de álbuns mais vendidos dos Estados Unidos, a Billboard 200. Estreou na posição de número 188, em 18 de maio de 1974, e atingiu seu pico, na posição de número 150, em 1 de junho de 1974.
Com o relançamento em CD de 2012, o álbum apareceu novamente na lista da Billboard, dessa vez na parada Top Cast Album, na posição de número 5, atingida no dia 26 de maio de 2012. Na semana seguinte, apareceu na mesma posição, sendo essa sua última aparição na tabela. Em 3 de abril de 2022, o álbum apareceu na posição de número 85 na parada musical do iTunes de Israel.

## Lista de faixas
Créditos adaptados do encarte do CD Live at the Winter Garden, de 2012.
| N.º            | Título | Compositor(es)                                                                                  | Duração  |  |
| 1.             | "Overture: "Liza with a 'Z'" / "Ring Them Bells" / "I Can See Clearly Now" / "Maybe This Time" / "Cabaret"" | John Kander; Fred Ebb / J. Kander; F. Ebb / Johnny Nash / J. Kander; F. Ebb / J. Kander; F. Ebb | 3:38     |  |
| 2.             | "If You Could Read My Mind / Come Back To Me"                                                               | Gordon Lightfoot / Burton Lane; Alan Jay Lerner                                                 | 2:56     |  |
| 3.             | "Shine On Harvest Moon"                                                                                     | Nora Bayes; Jack Norworth                                                                       | 3:58     |  |
| 4.             | "Exactly Like Me"                                                                                           | J. Kander; F. Ebb                                                                               | 4:33     |  |
| 5.             | "The Circle"                                                                                                | Edith Piaf; F. Ebb                                                                              | 4:00     |  |
| 6.             | "More Than You Know"                                                                                        | Vincent Youmans; Billy Rose; Edward Eliscu                                                      | 4:51     |  |
| 7.             | "I'm One Of The Smart Ones"                                                                                 | J. Kander; F. Ebb                                                                               | 4:38     |  |
| 8.             | "Natural Man"                                                                                               | Bobby Hebb; Sandy Baron                                                                         | 3:40     |  |
| 9.             | "I Can See Clearly Now"                                                                                     | Johnny Nash                                                                                     | 4:31     |  |
| 10.            | "And I In My Chair (Et Moi Dans Mon Coin)"                                                                  | Charles Aznavour; F. Ebb; David Newburge                                                        | 4:40     |  |
| 11.            | "There Is A Time (Le Temps)"                                                                                | Gene Lees, Charles Aznavour; Jeff Davis                                                         | 2:11     |  |
| 12.            | "Quiet Thing"                                                                                               | J. Kander; F. Ebb                                                                               | 4:34     |  |
| 13.            | "Anywhere You Are / I Believe You"                                                                          | J. Kander; F. Ebb                                                                               | 3:33     |  |
| 14.            | "Cabaret / Curtain Bows: Cabaret"                                                                           | J. Kander; F. Ebb                                                                               | 4:25     |  |
| 15.            | "You And I" (Faixa bônus do CD)                                                                             | Stevie Wonder                                                                                   | 3:34     |  |
| 16.            | "It Had To Be You" (Faixa bônus do CD)                                                                      | Isham Jones; Gus Kahn                                                                           | 5:32     |  |
| 17.            | "My Shining Hour" (Faixa bônus do CD)                                                                       | Harold Arlen; Johnny Mercer                                                                     | 4:05     |  |
| Duração total: | Duração total:                                                                                              | Duração total:                                                                                  | 01:07:56 |  |

## Tabelas

### Tabelas semanais
| Tabela musical (1974)          | Melhor posição |
| ------------------------------ | -------------- |
| Estados Unidos (Billboard 200) | 150            |

| Tabela musical (2012)                      | Melhor posição |
| ------------------------------------------ | -------------- |
| Estados Unidos (Billboard Top Cast Albums) | 5              |